# Doug Martin (football américain, 1989)
Pour les articles homonymes, voir Doug Martin.
(en) Statistiques sur pro-football-reference
Doug Martin, né le 13 janvier 1989 à Oakland, est un joueur américain de football américain ayant joué au poste de running back en National Football League (NFL) pour la franchise des Buccaneers de Tampa Bay (2012–2017) et celle des Raiders d'Oakland (2018).
Auparavant il avait joué au niveau universitaire pour les Broncos de Boise State (2007-2011) au sein de la NCAA Division I FBS.